# Араб, Самир
Самир Араб (англ. Samir Arab; 25 марта 1994) — мальтийский футболист, защитник клуба «Бальцан» и сборной Мальты.

## Биография

### Клубная карьера
Воспитанник клуба «Валлетта». В мальтийской Премьер-лиге сыграл единственный матч 12 января 2010 года против «Хамрун Спартанс», в котором вышел на замену на 4-й добавленной минуте. В сезоне 2012/13 был отдан в аренду в клуб первой лиги «Витториоза Старс», с которым добился выхода в Премьер-лигу. Летом 2013 года вновь был отдан в аренду на год в «Витториоза Старс». С 2014 года выступал в аренде в составе клуба «Бальцан», при этом продолжая принадлежать «Валлетте».
В январе 2018 года, решением УЕФА, Араб был отстранён на 2 года от любой деятельности связанной с футболом. Контрольно-дисциплинарный комитет счёл игрока виновным в организации договорных матчей молодёжной сборной Мальты против сверстников из Черногории и Чехии в марте 2016 года. Санкции со стороны УЕФА коснулись шестерых мальтийских футболистов, причём двое из них были отстранены пожизненно.
После окончания дисквалификации вернулся в «Бальцан».

### Карьера в сборной
Выступал за юношескую и молодёжную сборные Мальты. В основную сборную впервые был вызван в октябре 2020 года и 7 октября дебютировал за Мальту, отыграв первый тайм в товарищеской встрече со сборной Гибралтара.

## Личная жизнь
Брат-близнец — Сирадж, также стал футболистом.